# Aldo van Eyck

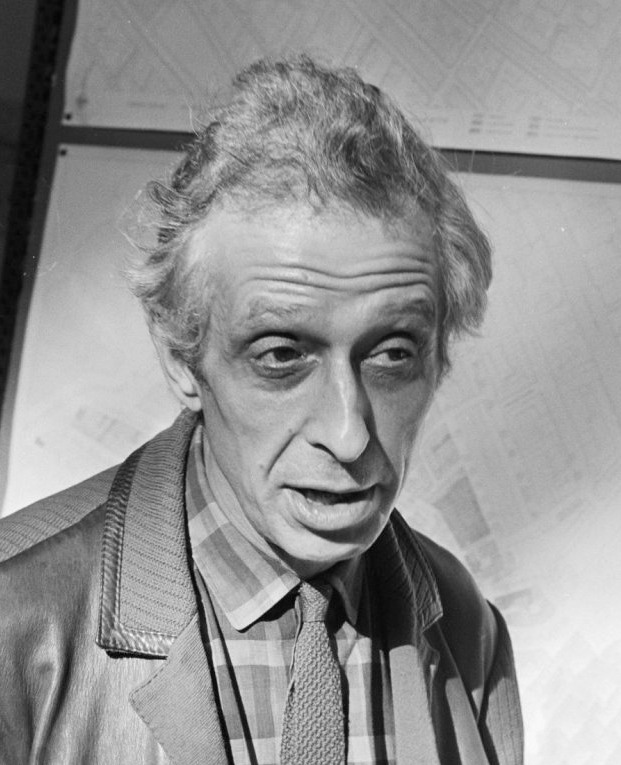
Aldo van Eyck, 1970

Aldo van Eyck (* 16. März 1918 in Driebergen; † 14. Januar 1999 in Loenen aan de Vecht) war ein niederländischer Architekt und gilt als ein Gründervater des Strukturalismus in der Architektur.

## Leben
Aldo van Eyck wurde als zweiter Sohn des niederländischen Kritikers und Philosophen Pieter Nicolaas van Eyck in Driebergen geboren. Sein älterer Bruder Robert Floris van Eyck wurde Künstler und Kunstrestaurator.
Van Eyck studierte Architektur, zunächst an der Königlichen Akademie für bildende Künste in Den Haag, ab 1938 bis 1942 an der Eidgenössischen Technischen Hochschule in Zürich, wo er mit der internationalen Avantgarde in Kontakt kam.
Danach war van Eyck zuerst als Angestellter beim Stadtentwicklungsamt der Amsterdamer Stadtwerke tätig, bis er 1951 sein Architekturbüro gründete und freiberuflich arbeitete. In den Jahren von 1947 bis 1978 entstanden in Amsterdam ungefähr 730 Spielplätze nach seinen Entwürfen, unter anderem in der Siedlung Jeruzalem.
1960 wurde sein erstes großes Bauwerk, das Städtische Waisenhaus in Amsterdam, fertiggestellt. Es wird als Schlüsselwerk des Strukturalismus betrachtet, 2014 renoviert und unter Denkmalschutz gestellt. Eine Anzahl weiterer, in der Stadt maßgebender Bauten folgte.
Van Eyck war von 1959 bis 1963 als Redakteur der Architekturzeitschrift Forum tätig und übte großen Einfluss auf die niederländische Architektur aus. Als Mitbegründer des Team Ten spielte er eine wichtige Rolle in der CIAM (Congrès Internationaux d'Architecture Moderne). Von 1966 bis 1984 war er Professor an der TU Delft.
Auch in Deutschland war er tätig: 1971 schuf er die Galerie Schmela, das erste zu diesem Zweck errichtete Galeriegebäude der Bundesrepublik Deutschland im Stil des Strukturalismus. Die heutige Nutzerin Kunstsammlung Nordrhein-Westfalen widmete Aldo van Eyck dort 2013 eine Ausstellung.
Seit 1982 arbeitete van Eyck gemeinsam mit seiner Frau Hannie, und sie führten unter anderem die Entwürfe für Bürogebäude der European Space Agency in Noordwijk und das Tripolis-Gebäude in Amsterdam aus.
Seit 1982 war er assoziiertes Mitglied der Académie royale des Sciences, des Lettres et des Beaux-Arts de Belgique. 1990 wurde van Eyck die Royal Gold Medal des Royal Institute of British Architects verliehen. Im selben Jahr erhielt er auch das Österreichische Ehrenzeichen für Wissenschaft und Kunst.

## Bauten
- 1957–1960: Städtisches Waisenhaus in Amsterdam Lage
- 1965–1966: Skulpturen-Pavillon, Ausstellung Sonsbeek in Arnheim (nach der Ausstellung abgerissen)
- 1968–1970: katholische Kirche in Den Haag Lage
- 1968, 1974: Umbau Wohnhaus Martin Visser in Bergeijk Lage
- 1971: Wohn- und Galeriehaus der Galerie Schmela in Düsseldorf Lage
- 1975–1979: Hubertusheim in Amsterdam Lage
- 1984–1989: Bürogebäude für die ESTEC in Noordwijk Lage
- 1990–1994: Tripolis-Komplex in Amsterdam, Amstelveenseweg[5] Lage
- 1997: Neubau für den Rechnungshof in Den Haag

## Galerie

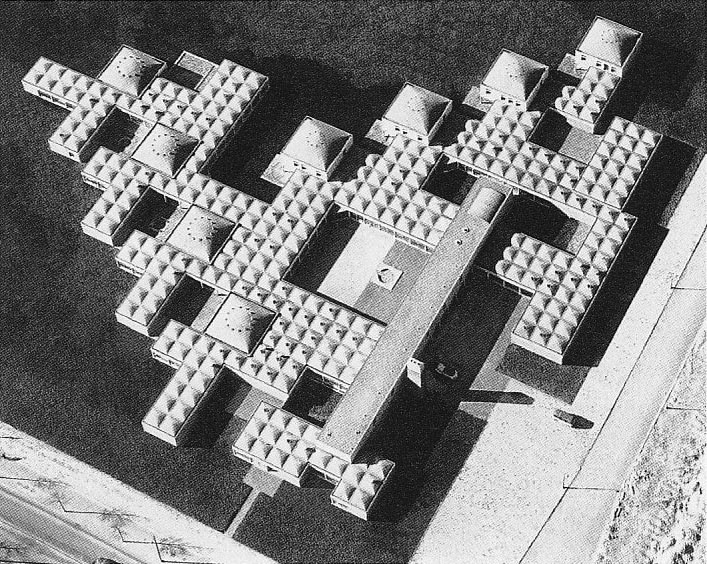
Burgerweeshuis, Amsterdam (Luftfoto)
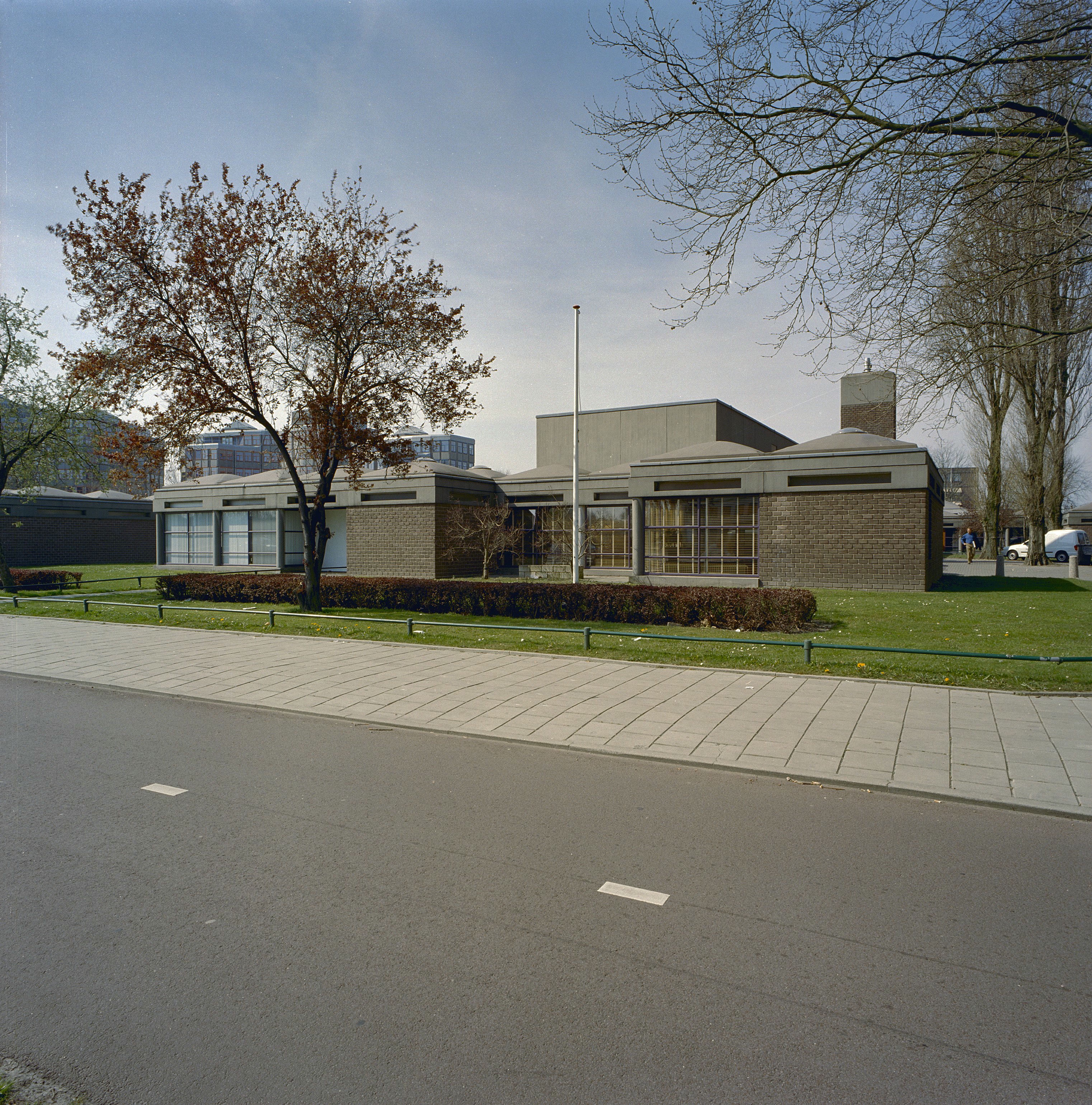
Burgerweeshuis, Amsterdam (1960)
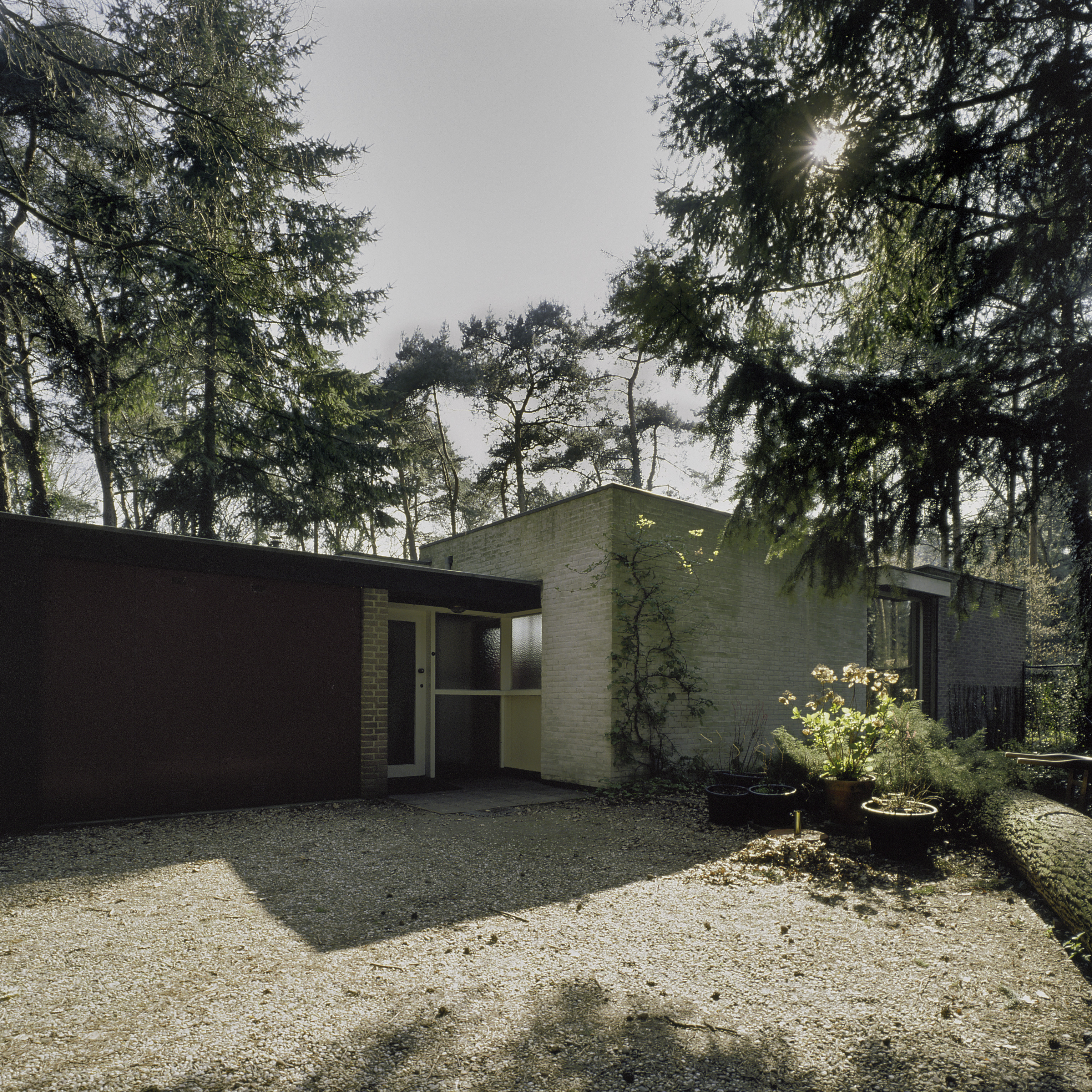
Haus Visser, Bergeijk  (1968)
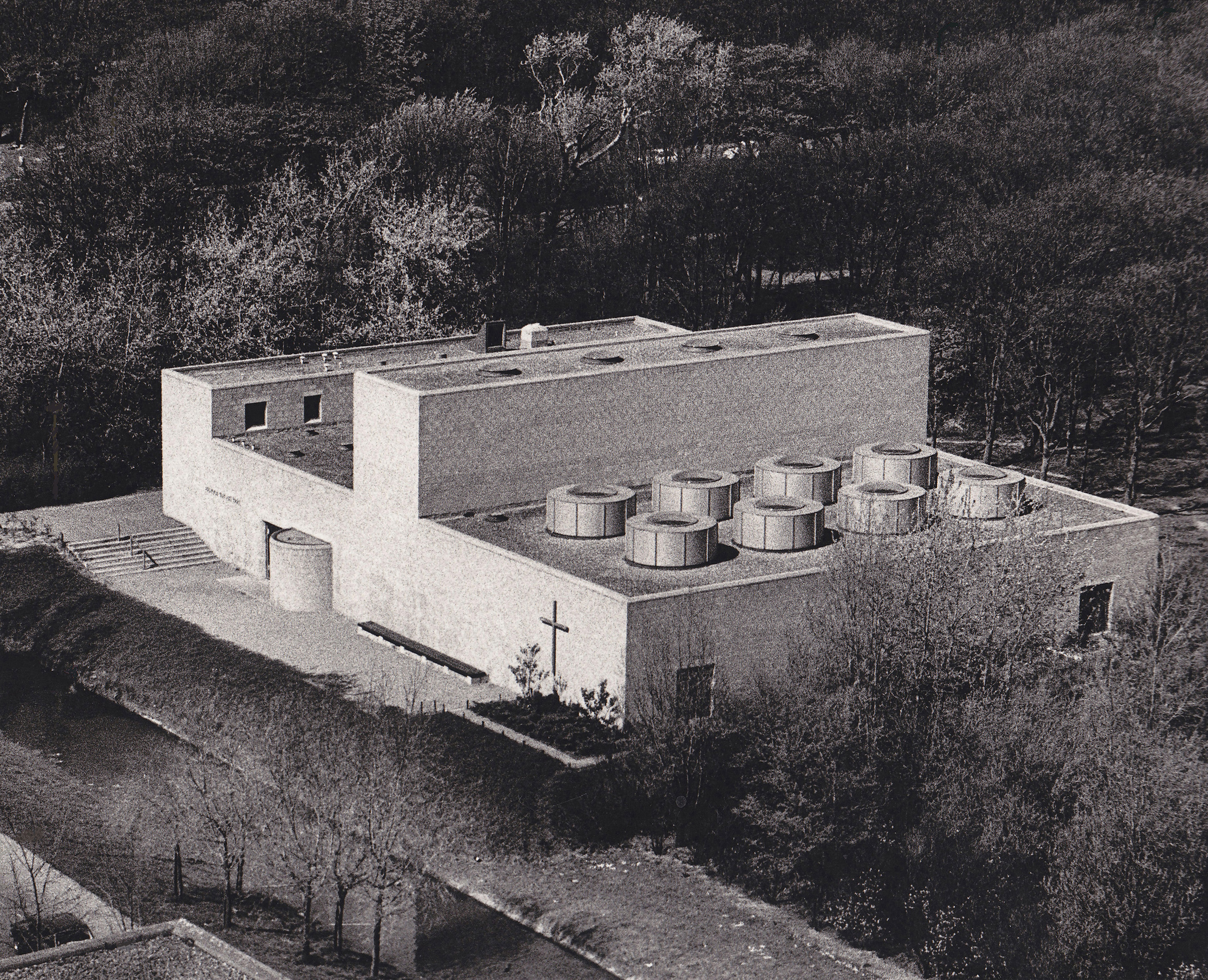
Pastoor van Arskerk, Den Haag (1970)
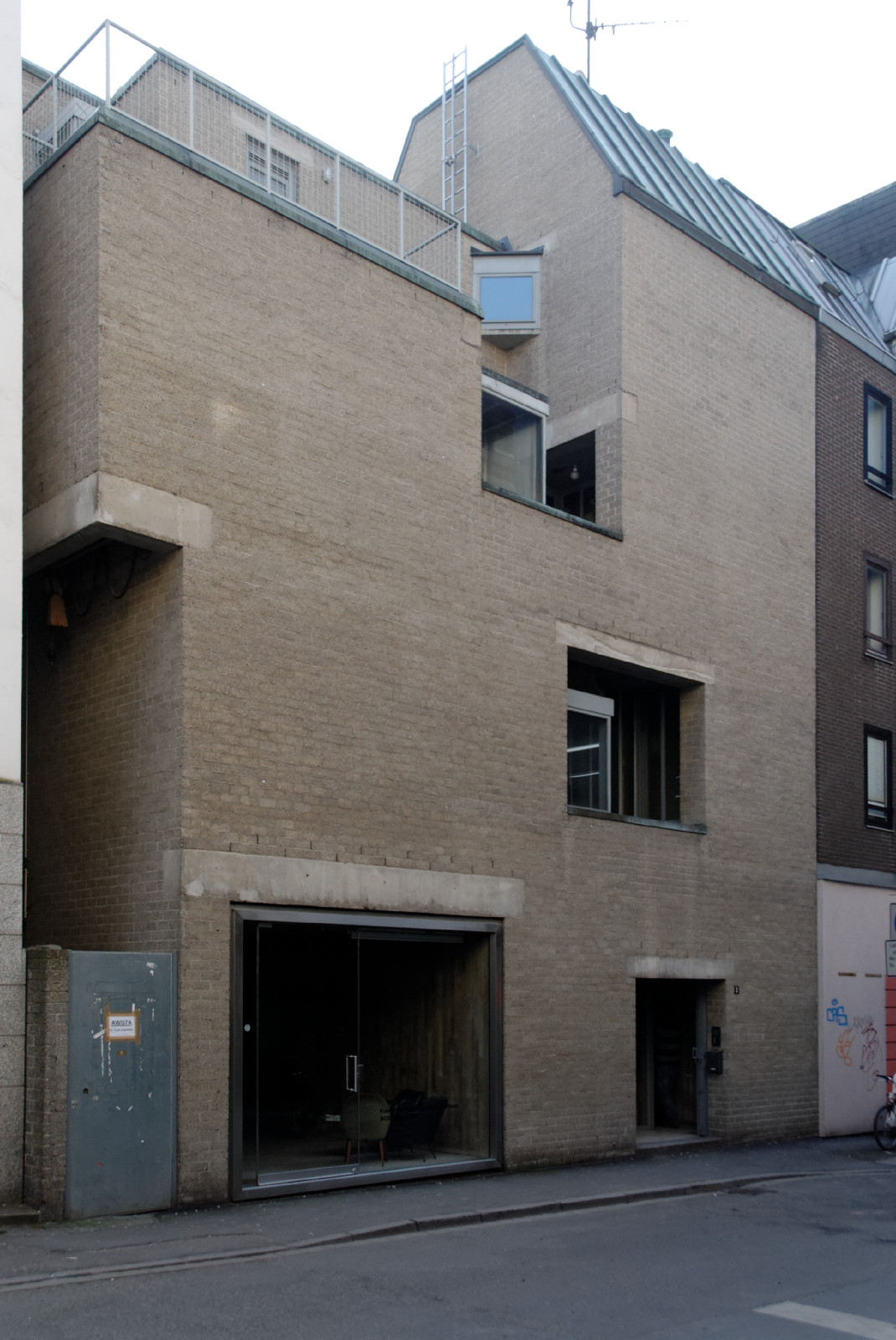
Schmela-Haus, Düsseldorf (1971)
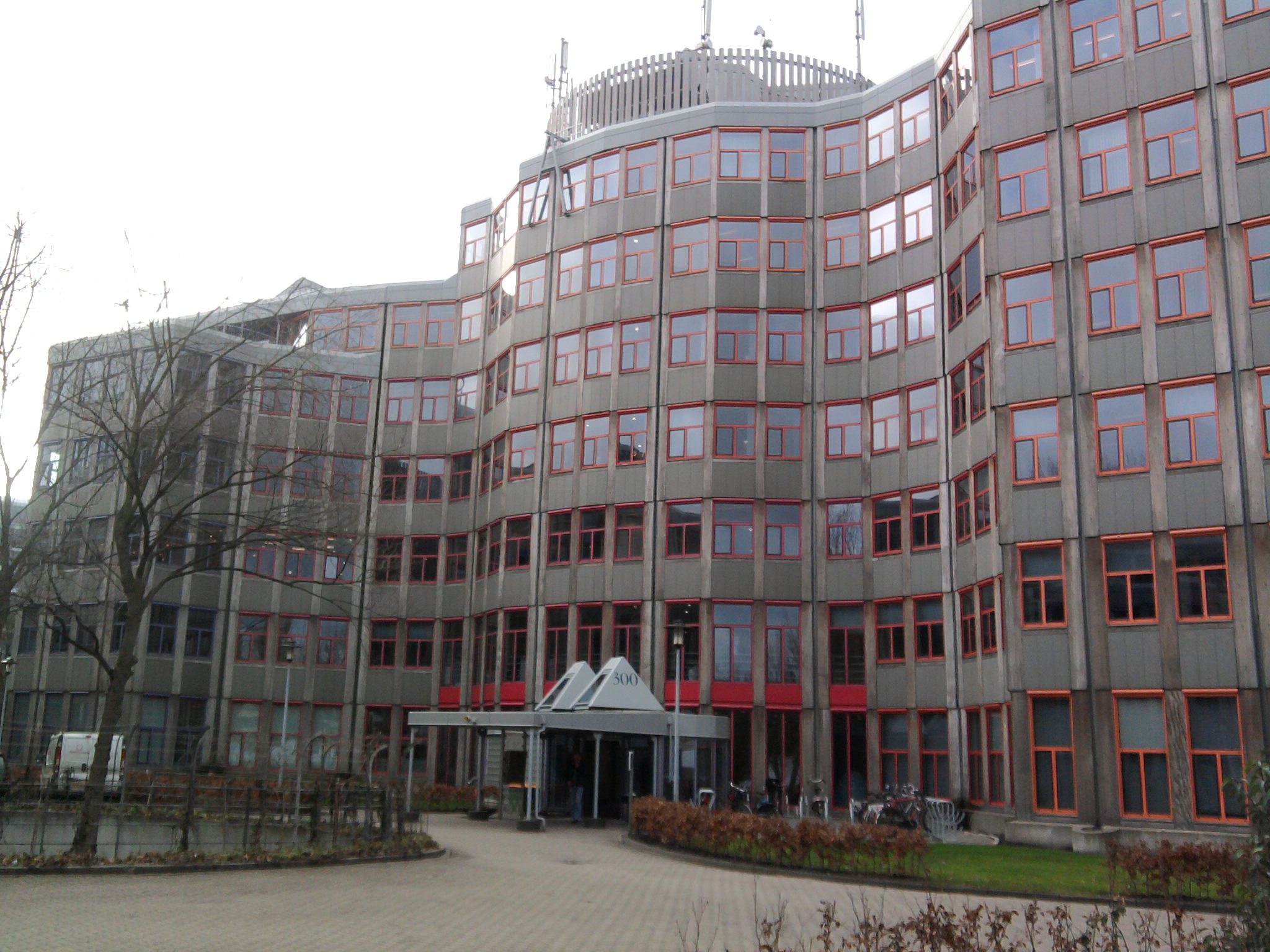
Tripolis, Amsterdam (1994)
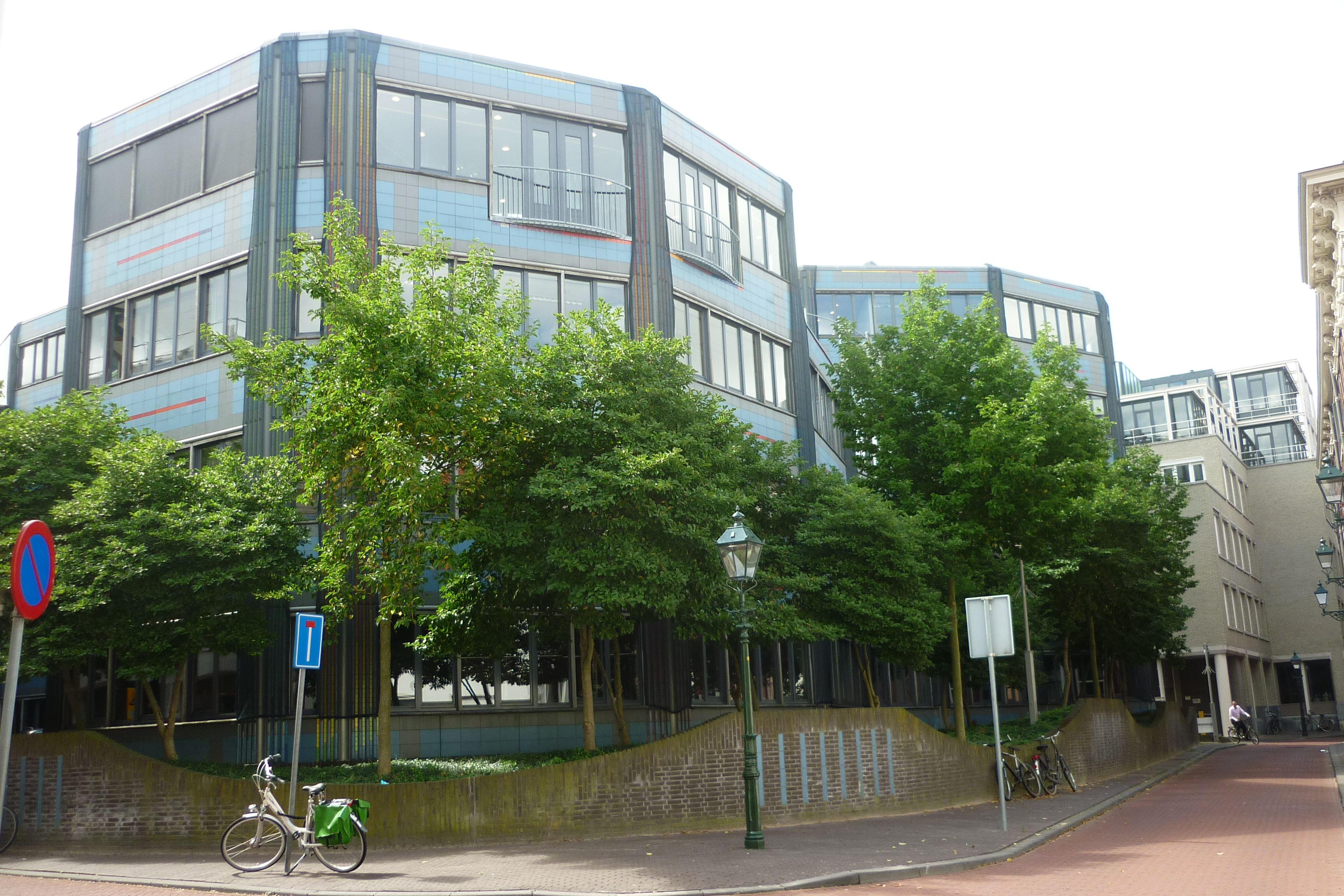
Rechnungshof, Den Haag (1997)